# Chalucej ha-Ta'asija
Chalucej ha-Ta'asija (hebrejsky: חלוצי התעשייה, doslova Průkopníci průmyslu) je část města Haifa v Izraeli. Tvoří podčást 2. městské čtvrti Mifrac Chejfa.
Jde o územní jednotku vytvořenou pro administrativní, demografické a statistické účely. Zahrnuje severovýchodní okraj čtvrti Mifrac Chejfa podél ulice Chalucej ha-Ta'asija s četnými průmyslovými a komerčními komplexy, nedaleko pobřeží Haifského zálivu.
Populace je židovská, bez arabského prvku. Rozkládá se na ploše 20,51 kilometru čtverečního. V roce 2008 zde žilo 1 340 lidí. Z toho 1 300 Židů.